# The Handmaiden
The Handmaiden er en sydkoreansk thriller film instrueret af Park Chan-wook og med Kim Min-hee, Kim Tae-ri, Ha Jung-woo og Cho Jin-woong i hovedrollerne.

## Medvirkende
- Min-hee Kim som Lady Hideko
- Tae-ri Kim som Sook-Hee
- Jung-woo Ha som Grev Fujiwara
- Jin-woong Jo som Onkel Kouzuki
- Hae-suk Kim som Frøken Sasaki
- So-ri Moon som Lady Hidekos tante
- Ha-na Han som Junko
- Eun-hyung Jo som Unge Hideko